# U-517 (tàu ngầm Đức)
U-517 là một tàu ngầm tấn công  Lớp Type IX thuộc phân lớp Type IXC được Hải quân Đức Quốc Xã chế tạo trong Chiến tranh Thế giới thứ hai. Nhập biên chế năm 1942, nó đã thực hiện được hai chuyến tuần tra, đánh chìm tám tàu buôn với tổng tải trọng 26.383 GRT cùng một tàu chiến tải trọng 900 tấn. Trong chuyến tuần tra cuối cùng, U-517 bị một máy bay ném bom-ngư lôi Fairey Albacore xuất phát từ tàu sân bay HMS Victorious của Hải quân Hoàng gia Anh đánh chìm trong Đại Tây Dương về phía Tây Nam Ireland vào ngày 21 tháng 11, 1942.

## Thiết kế và chế tạo

### Thiết kế
Thiết kế của tàu ngầm Type IXC có kích thước hơi nhỉnh hơn so với phân lớp Type IXB dẫn trước. Chúng có trọng lượng choán nước 1.120 t (1.100 tấn Anh) khi nổi và 1.232 t (1.213 tấn Anh) khi lặn. Con tàu có chiều dài chung 76,76 m (251 ft 10 in), lớp vỏ trong chịu áp lực dài 58,75 m (192 ft 9 in), mạn tàu rộng 6,76 m (22 ft 2 in), chiều cao 9,60 m (31 ft 6 in) và mớn nước 4,70 m (15 ft 5 in).
Chúng trang bị hai động cơ diesel MAN M 9 V 40/46 siêu tăng áp 9-xy lanh 4 thì, tổng công suất 4.400 PS (3.200 kW; 4.300 bhp), dẫn động hai trục chân vịt đường kính 1,92 m (6,3 ft), cho phép đạt tốc độ tối đa 18,3 kn (33,9 km/h), và tầm hoạt động tối đa 13.450 nmi (24.910 km) khi đi tốc độ đường trường 10 kn (19 km/h). Khi đi ngầm dưới nước, chúng sử dụng hai động cơ/máy phát điện Siemens-Schuckert 2 GU 345/34 tổng công suất 1.000 PS (740 kW; 990 shp). Tốc độ tối đa khi lặn là 7,3 kn (13,5 km/h), và tầm hoạt động 63 nmi (117 km) ở tốc độ 4 kn (7,4 km/h). Con tàu có khả năng lặn sâu đến 230 m (750 ft).
Vũ khí trang bị có sáu ống phóng ngư lôi 53,3 cm (21 in), bao gồm bốn ống trước mũi và hai ống phía đuôi, và mang theo tổng cộng 22 quả ngư lôi 53,3 cm (21 in). Tàu ngầm Type IX trang bị một hải pháo 10,5 cm (4,1 in) SK C/32 với 110 quả đạn, một pháo phòng không 3,7 cm (1,5 in) SK C/30 và hai pháo phòng không 2 cm (0,79 in) C/30. Thủy thủ đoàn bao gồm 4 sĩ quan và 44 thủy thủ.

### Chế tạo
U-517 được đặt hàng vào ngày 14 tháng 2, 1940, và được đặt lườn tại xưởng tàu Deutsche Werft ở Hamburg vào ngày 5 tháng 6, 1941. Nó được hạ thủy vào ngày 30 tháng 12, 1941, và nhập biên chế cùng Hải quân Đức Quốc Xã vào ngày 21 tháng 3, 1942 dưới quyền chỉ huy của Hạm trưởng, Đại úy Hải quân Paul Hartwig.

## Lịch sử hoạt động
Sau khi hoàn tất việc chạy thử máy và huấn luyện trong thành phần Chi hạm đội U-boat 4, U-517 được điều sang Chi hạm đội U-boat 10 từ ngày 1 tháng 9, 1942 để hoạt động trên tuyến đầu cho đến khi bị mất.

### Chuyến tuần tra thứ nhất
U-517 xuất phát từ cảng Kiel, Đức vào ngày 8 tháng 8 cho chuyến tuần tra đầu tiên trong chiến tranh. Nó tiến ra Bắc Hải, rồi băng qua khe GI-UK giữa Iceland và quần đảo Faroe để vòng qua quần đảo Anh. Chiếc U-boat tiếp tục băng qua suốt Bắc Đại Tây Dương để hoạt động trong khu vực Newfoundland, Canada. Nó đã phối hợp cùng các tàu ngầm U-165 và U-513 để tấn công các đoàn tàu vận tải Đồng Minh tại khu vực vịnh St. Lawrence.
U-517 kết thúc chuyến tuần tra khi quay trở về cảng Lorient bên bờ Đại Tây Dương của Pháp đã bị Đức chiếm đóng, đến nơi vào ngày 19 tháng 10.

### Chuyến tuần tra thứ hai – Bị mất
U-517 khởi hành từ Lorient vào ngày 17 tháng 11 cho chuyến tuần tra thứ hai, cũng là chuyến cuối cùng, và đã hướng ra Đại Tây Dương.
Chiếc U-boat chưa cách xa vịnh Biscay khi nó bị một máy bay ném bom-ngư lôi Fairey Albacore thuộc Liên đội 817  Không lực Hải quân Hoàng gia, xuất phát từ tàu sân bay HMS Victorious thả mìn sâu đánh chìm trong Đại Tây Dương về phía Tây Nam Ireland vào ngày 21 tháng 11, tại tọa độ 46°16′B 17°09′T / 46,267°B 17,15°T. Một thành viên thủy thủ đoàn của U-517 đã tử trận, nhưng có 52 người sống sót được cứu vớt.

### Tóm tắt chiến công
U-517 đã đánh chìm được tám tàu buôn với tổng tải trọng 26.383 GRT cùng một tàu chiến tải trọng 900 tấn:
| Ngày             | Tên tàu            | Quốc tịch                 | Tải trọng | Số phận      |
| ---------------- | ------------------ | ------------------------- | --------- | ------------ |
| 27 tháng 8, 1942 | Chatham            | United States             | 5.649     | Bị đánh chìm |
| 28 tháng 8, 1942 | Arlyn              | United States             | 3.304     | Bị đánh chìm |
| 3 tháng 9, 1942  | Donald Stewart     | Canada                    | 1.781     | Bị đánh chìm |
| 7 tháng 9, 1942  | Mount Pindus       | Greece                    | 5.729     | Bị đánh chìm |
| 7 tháng 9, 1942  | Mount Taygetus     | Greece                    | 3.286     | Bị đánh chìm |
| 7 tháng 9, 1942  | Oakton             | Canada                    | 1.727     | Bị đánh chìm |
| 11 tháng 9, 1942 | HMCS Charlottetown | Hải quân Hoàng gia Canada | 900       | Bị đánh chìm |
| 15 tháng 9, 1942 | Inger Elisabeth    | Norway                    | 2.166     | Bị đánh chìm |
| 15 tháng 9, 1942 | Saturnus           | Netherlands               | 2.741     | Bị đánh chìm |